# Savona Foot Ball Club 2014-2015
Questa voce raccoglie le informazioni riguardanti il Savona Foot Ball Club nelle competizioni ufficiali della stagione 2014-2015.

## Stagione
Nella stagione 2014-2015 il Savona ha disputato il trentatreesimo torneo di terza serie della sua storia, prendendo parte alla neo-istituita Lega Pro. Dopo aver sfiorato nella stagione precedente la promozione in serie B la rosa della squadra subisce un notevole ridimensionamento in sede di mercato estivo tale da spingere il tecnico Ninni Corda a rassegnare le dimissioni: la panchina è così affidata ad Arturo Di Napoli. Il 18 dicembre 2014 l'allenatore viene però esonerato e al suo posto subentra Antonio Aloisi. Il secondo cambio di guida tecnica non dà i risultati sperati portando appena 5 punti in 10 partite e spingendo il Savona in piena zona play-out. Il 3 marzo 2015 viene così esonerato anche Aloisi e sulla panchina torna, dopo 8 anni, Giancarlo Riolfo. L'arrivo di quest'ultimo non è tuttavia sufficiente ad evitare i play-out alla squadra: dopo aver battuto 2-1 il Gubbio nella gara di andata con l'1-1 del ritorno il Savona conquista però la salvezza.
Al termine del campionato la società viene condannata dalla Corte d'Appello Federale della Figc ad una penalizzazione di 6 punti da scontare nella stagione successiva per aver concordato la partita col Teramo, match che aveva sancito la promozione in Serie B degli abruzzesi.
I biancoblu partecipano anche alla Coppa Italia 2014-2015 dove, dopo aver eliminato il Terracina battendolo con un pesante 6-0, vengono fermati dal Bari.

## Divise e sponsor
Il fornitore ufficiale di materiale tecnico per la stagione 2014-2015 è Macron e per il secondo anno consecutivo oltre allo storico sponsor di maglia Cassa di Risparmio di Savona vi è anche, come secondo, Mondo Marine.
| 1ª divisa | 2ª divisa |

## Organigramma societario
Area direttiva
- Presidente: Aldo Dellepiane
- Amministratori delegati: Stefano Giordano ed Enrico Santucci
- Direttore generale: Mattia Giachello
- Direttore area tecnica: Marco Barghigiani
- Segretari: Alessia Badii e Michele Castiglia

Area tecnica
- Allenatore: Arturo Di Napoli, poi Antonio Aloisi (dal 18 dicembre 2014)[3], poi Giancarlo Riolfo (dal 3 marzo 2015)
- Allenatore in seconda: Eugenio Labonia
- Preparatore atletico: Davide Grimaldi
- Collaboratore tecnico: Marco Dessì
- Team Manager: Giuseppe Corbellini
- Magazziniere: Claudio Bosano

Area sanitaria
- Medico sociale: Marco Stellatelli
- Fisioterapista: Michele Pulino
- Fisioterapista: Davide Bonetti

## Rosa
| N. |                   | Ruolo | Calciatore            |
| -- | ----------------- | ----- | --------------------- |
|    | Italia (bandiera) | P     | Stefano Addario       |
|    | Italia (bandiera) | P     | Alessandro Gozzi      |
|    | Italia (bandiera) | P     | Mirko Pennesi         |
|    | Italia (bandiera) | P     | Andrea Rossini        |
|    | Italia (bandiera) | D     | Nicolò Antonelli      |
|    | Italia (bandiera) | D     | Marco Cabeccia        |
|    | Italia (bandiera) | D     | Fabio Eguelfi         |
|    | Italia (bandiera) | D     | Daniele Ficagna       |
|    | Italia (bandiera) | D     | Jacopo Galimberti     |
|    | Italia (bandiera) | D     | Daniele Gizzi         |
|    | Italia (bandiera) | D     | Alessandro Marchetti  |
|    | Italia (bandiera) | D     | Ivan Marconi          |
|    | Italia (bandiera) | D     | Francesco Quintavalla |
|    | Italia (bandiera) | D     | Raffaele Rosato       |
|    | Italia (bandiera) | D     | Marco Speranza        |
|    | Italia (bandiera) | C     | Daniele Biondo        |
|    | Italia (bandiera) | C     | Fabrizio Bramati      |
|    | Italia (bandiera) | C     | Francesco Calcagno    |
|    | Italia (bandiera) | C     | Ignazio Carta         |
|    | Italia (bandiera) | C     | Federico Cerone       |
|    | Italia (bandiera) | C     | Andrea D'Amico        |
|    | Italia (bandiera) | C     | Salvatore Del Sole    |

| N. |                   | Ruolo | Calciatore          |
| -- | ----------------- | ----- | ------------------- |
|    | Italia (bandiera) | C     | Angelo Demartis     |
|    | Italia (bandiera) | C     | Daniel Gemignani    |
|    | Italia (bandiera) | C     | Carmine Giorgione   |
|    | Italia (bandiera) | C     | Matteo Loreti       |
|    | Italia (bandiera) | C     | Tommaso Morosini    |
|    | Italia (bandiera) | C     | Gianluca Nucera     |
|    | Italia (bandiera) | C     | Edoardo Seghetti    |
|    | Italia (bandiera) | C     | Massimiliano Taddei |
|    | Italia (bandiera) | C     | Nicolò Tonon        |
|    | Italia (bandiera) | C     | Ivan Varone         |
|    | Italia (bandiera) | C     | Enrico Verachi      |
|    | Italia (bandiera) | A     | Niko Bianconi       |
|    | Italia (bandiera) | A     | Andrea Casarini     |
|    | Italia (bandiera) | A     | Matteo Colombi      |
|    | Italia (bandiera) | A     | Gianmarco De Feo    |
|    | Italia (bandiera) | A     | Diego Frugoli       |
|    | Italia (bandiera) | A     | Giuseppe Giovinco   |
|    | Italia (bandiera) | A     | Andrea Sanna        |
|    | Italia (bandiera) | A     | Stefano Scappini    |
|    | Italia (bandiera) | A     | Manuel Spadafora    |
|    | Italia (bandiera) | A     | Youri Vittori       |

## Risultati

### Campionato

#### Girone di andata
| Arbitro: | Perotti (Legnano) |

|             |           |            |
| Tavares 70’ | Marcatori | 28’ Cerone |

| Arbitro: | Tardino (Milano) |

|                                      |           |                    |
| Spadafora 3’ De Feo 54’ Demartis 68’ | Marcatori | 40’ Alb. Filippini |

| Arbitro: | Mei (Pesaro) |

|                        |           |                     |
| M. Nolè 71’ Biasci 90’ | Marcatori | 2’ Cerone 36’ Carta |

| Arbitro: | Guccini (Albano Laziale) |

|  |           |                          |
|  | Marcatori | 70’ G. Giovinco 74’ Arma |

| Arbitro: | Capraro (Cassino) |

|                                    |           |              |
| Cavagna 65’ Rubino 68’ Bocalon 71’ | Marcatori | 10’ Scappini |

| Arbitro: | Dei Giudici (Latina) |

|                                    |           |                   |
| Regolanti 38’ Łasicki 73’ Cais 80’ | Marcatori | 42’, 45’ Demartis |

| Arbitro: | Fiore (Barletta) |

|  |           |           |
|  | Marcatori | 90’ Perez |

| Arbitro: | Vesprini (Macerata) |

|            |           |                     |
| Grassi 90’ | Marcatori | 16’ (rig.) Scappini |

| Arbitro: | Di Ruberto (Nocera Inferiore) |

|                               |           |  |
| Quintavalla 44’ Marchetti 55’ | Marcatori |  |

| Arbitro: | Baroni (Firenze) |

|  |           |              |
|  | Marcatori | 66’ Scappini |

| Arbitro: | Schirru (Nichelino) |

|                 |           |  |
| Quintavalla 65’ | Marcatori |  |

| Arbitro: | Rasia (Bassano del Grappa) |

|                                  |           |  |
| Lugo 16’ Torromino 19’ Verna 88’ | Marcatori |  |

| Arbitro: | Sassoli (Arezzo) |

|                                           |           |               |
| Scappini 1’ Spadafora 40’ De Feo 60’, 79’ | Marcatori | 44’ Juan Cruz |

| Arbitro: | Proietti (Terni) |

|                 |           |  |
| Sandomenico 41’ | Marcatori |  |

| Arbitro: | De Angeli (Abbiategrasso) |

|                |           |                       |
| De Feo 2’, 30’ | Marcatori | 35’ Tempesti 68’ Gioè |

| Arbitro: | Dionisi (L'Aquila) |

|                                                                   |           |  |
| Siega 11’ Bruccini 13’ Alessi 48’ (rig.) Angiulli 55’ Maltese 70’ | Marcatori |  |

| Arbitro: | Pillitteri (Palermo) |

|                    |           |               |
| Spadafora 89’, 90’ | Marcatori | 7’ Castellani |

| Arbitro: | Valiante (Nocera Inferiore) |

|                                                                  |           |  |
| Amadio 28’ Donnarumma 38’ Di Paolantonio 62’ Lapadula 68’ (rig.) | Marcatori |  |

| Arbitro: | Catona (Reggio Calabria) |

|                               |           |  |
| N. Antonelli 13’ Scappini 22’ | Marcatori |  |

#### Girone di ritorno
| Arbitro: | Pagliardini (Arezzo) |

|                     |           |                               |
| Scappini 45’ (rig.) | Marcatori | 3’ (aut.) Cabeccia 72’ Paponi |

| Arbitro: | Mastrodonato (Molfetta) |

|                         |           |  |
| Zigoni 42’ Fioretti 53’ | Marcatori |  |

| Arbitro: | Luciano (Lamezia Terme) |

|  |           |                                        |
|  | Marcatori | 21’ F. Forte 59’ Raičević 90’ Lo Sicco |

| Arbitro: | Viotti (Tivoli) |

|                        |           |  |
| Arrighini 31’ Arma 56’ | Marcatori |  |

| Savona 7 febbraio 2015, ore 19:30 CET 24ª giornata | Savona            | 0 – 0 referto | Prato | Stadio Valerio Bacigalupo\| Arbitro: \| Massimi (Termoli) \| |
| Arbitro:                                           | Massimi (Termoli) |               |       |                                                              |

| Arbitro: | Fanton (Lodi) |

|                 |           |                |
| Iv. Marconi 89’ | Marcatori | 67’ M. Mancosu |

| Arbitro: | Candeo (Este) |

|                |           |  |
| Mustacchio 46’ | Marcatori |  |

| Arbitro: | Mainardi (Bergamo) |

|  |           |                 |
|  | Marcatori | 42’ Settembrini |

| Arbitro: | Tardino (Milano) |

|           |           |  |
| Obeng 51’ | Marcatori |  |

| Arbitro: | Formato (Benevento) |

|                           |           |              |
| Cabeccia 21’ Scappini 54’ | Marcatori | 64’ Speziale |

| Arbitro: | Ranaldi (Teramo) |

|                          |           |                           |
| Belcastro 59’ Merini 69’ | Marcatori | 14’ Cabeccia 83’ Scappini |

| Savona 22 marzo 2015, ore 18:00 CET 31ª giornata | Savona           | 0 – 0 referto | Grosseto | Stadio Valerio Bacigalupo\| Arbitro: \| Rapuano (Rimini) \| |
| Arbitro:                                         | Rapuano (Rimini) |               |          |                                                             |

| Arbitro: | Cifelli (Campobasso) |

|               |           |                                    |
| Čičarević 34’ | Marcatori | 9’ Iv. Marconi 73’ (rig.) Scappini |

| Arbitro: | Marinelli (Tivoli) |

|  |           |                                         |
|  | Marcatori | 14’ F. Virdis 60’ R. Perna 90’ Pozzebon |

| Arbitro: | Catona (Reggio Calabria) |

|                                              |           |  |
| Cabeccia 2’ (aut.) Tempesti 24’ Cherillo 80’ | Marcatori |  |

| Arbitro: | Baldicchi (Città di Castello) |

|                 |           |  |
| Iv. Marconi 55’ | Marcatori |  |

| Arbitro: | Marini (Roma) |

|               |           |              |
| Capellini 16’ | Marcatori | 57’ Scappini |

| Arbitro: | Guccini (Albano Laziale) |

|  |           |                                |
|  | Marcatori | 6’ Di Paolantonio 65’ Lapadula |

| Arbitro: | Martinelli (Roma) |

|                                          |           |                       |
| Piscitella 33’ (rig.) Di Bari 50’ (rig.) | Marcatori | 24’ Sanna 26’ Eguelfi |

### Play-out

#### Finali
| Arbitro: | Tardino (Milano) |

|                        |           |               |
| Demartis 36’ Sanna 37’ | Marcatori | 90’ Casiraghi |

| Arbitro: | Serra (Torino) |

|            |           |          |
| Rosato 25’ | Marcatori | 3’ Carta |

### Coppa Italia

#### Primo turno
| Arbitro: | Sassoli (Arezzo) |

|                                                                              |           |  |
| Sanna 36’ Demartis 53’, 66’ Cerone 81’ (rig.) Carta 84’ Spadafora 88’ (rig.) | Marcatori |  |

#### Secondo turno
| Arbitro: | Sacchi (Macerata) |

|                       |           |           |
| Galano 3’ De Luca 67’ | Marcatori | 59’ Carta |

### Coppa Italia Lega Pro

#### Ammissione al secondo turno
| Arbitro: | Massimi (Termoli) |

|                            |           |  |
| Guazzo 5’ Rantier 50’, 68’ | Marcatori |  |

## Statistiche

### Statistiche di squadra
| Competizione          | Punti   | In casa | In casa | In casa | In casa | In casa | In casa | In trasferta | In trasferta | In trasferta | In trasferta | In trasferta | In trasferta | Totale | Totale | Totale | Totale | Totale | Totale | DR  |
| Competizione          | Punti   | G       | V       | N       | P       | Gf      | Gs      | G            | V            | N            | P            | Gf           | Gs           | G      | V      | N      | P      | Gf     | Gs     | DR  |
| --------------------- | ------- | ------- | ------- | ------- | ------- | ------- | ------- | ------------ | ------------ | ------------ | ------------ | ------------ | ------------ | ------ | ------ | ------ | ------ | ------ | ------ | --- |
| Lega Pro              | 38 (-2) | 19      | 8       | 4       | 7       | 21      | 21      | 19           | 2            | 6            | 11           | 15           | 36           | 38     | 10     | 10     | 18     | 36     | 59     | -23 |
| Play-out              |         | 1       | 1       | 0       | 0       | 2       | 1       | 1            | 0            | 1            | 0            | 1            | 1            | 2      | 1      | 1      | 0      | 3      | 2      | +1  |
| Coppa Italia          |         | 1       | 1       | 0       | 0       | 6       | 0       | 1            | 0            | 0            | 1            | 1            | 2            | 2      | 1      | 0      | 1      | 7      | 2      | +5  |
| Coppa Italia Lega Pro |         | -       | -       | -       | -       | -       | -       | 1            | 0            | 0            | 1            | 0            | 3            | 1      | 0      | 0      | 1      | 0      | 3      | -3  |
| Totale                |         | 21      | 10      | 4       | 7       | 29      | 22      | 22           | 2            | 7            | 13           | 17           | 44           | 43     | 12     | 11     | 20     | 46     | 66     | -20 |

### Statistiche dei giocatori
| Giocatore      | Lega Pro | Lega Pro | Lega Pro    | Lega Pro   | Play-out | Play-out | Play-out    | Play-out   | Coppa Italia | Coppa Italia | Coppa Italia | Coppa Italia | Coppa Italia Lega Pro | Coppa Italia Lega Pro | Coppa Italia Lega Pro | Coppa Italia Lega Pro | Totale   | Totale | Totale      | Totale     |
| Giocatore      | Presenze | Reti     | Ammonizioni | Espulsioni | Presenze | Reti     | Ammonizioni | Espulsioni | Presenze     | Reti         | Ammonizioni  | Espulsioni   | Presenze              | Reti                  | Ammonizioni           | Espulsioni            | Presenze | Reti   | Ammonizioni | Espulsioni |
| -------------- | -------- | -------- | ----------- | ---------- | -------- | -------- | ----------- | ---------- | ------------ | ------------ | ------------ | ------------ | --------------------- | --------------------- | --------------------- | --------------------- | -------- | ------ | ----------- | ---------- |
| S. Addario     | 15       | -23      | 1           | 0          | -        | -        | -           | -          | -            | -            | -            | -            | 1                     | -3                    | 0                     | 0                     | 16       | -26    | 1           | 0          |
| N. Antonelli   | 28       | 1        | 4           | 0          | 2        | 0        | 0           | 0          | -            | -            | -            | -            | -                     | -                     | -                     | -                     | 30       | 1      | 4           | 0          |
| N. Bianconi    | 3        | 0        | 0           | 0          | -        | -        | -           | -          | -            | -            | -            | -            | -                     | -                     | -                     | -                     | 3        | 0      | 0           | 0          |
| D. Biondo      | 1        | 0        | 0           | 0          | -        | -        | -           | -          | -            | -            | -            | -            | 1                     | 0                     | 1                     | 0                     | 2        | 0      | 1           | 0          |
| F. Bramati     | 11       | 0        | 2           | 0          | -        | -        | -           | -          | -            | -            | -            | -            | 1                     | 0                     | 0                     | 0                     | 12       | 0      | 2           | 0          |
| M. Cabeccia    | 31       | 2        | 6           | 0          | 2        | 0        | 1           | 0          | 2            | 0            | 0            | 0            | -                     | -                     | -                     | -                     | 35       | 2      | 7           | 0          |
| F. Calcagno    | -        | -        | -           | -          | -        | -        | -           | -          | -            | -            | -            | -            | 1                     | 0                     | 0                     | 0                     | 1        | 0      | 0           | 0          |
| I. Carta       | 31       | 1        | 6           | 0          | 2        | 1        | 0           | 0          | 2            | 2            | 0            | 0            | -                     | -                     | -                     | -                     | 35       | 4      | 6           | 0          |
| A. Casarini    | 13       | 0        | 1           | 0          | -        | -        | -           | -          | -            | -            | -            | -            | -                     | -                     | -                     | -                     | 13       | 0      | 1           | 0          |
| F. Cerone      | 19       | 2        | 7           | 0          | -        | -        | -           | -          | 2            | 1            | 0            | 0            | -                     | -                     | -                     | -                     | 21       | 3      | 7           | 0          |
| M. Colombi     | 11       | 0        | 2           | 0          | -        | -        | -           | -          | -            | -            | -            | -            | -                     | -                     | -                     | -                     | 11       | 0      | 2           | 0          |
| A. D'Amico     | 10       | 0        | 1           | 0          | -        | -        | -           | -          | -            | -            | -            | -            | -                     | -                     | -                     | -                     | 10       | 0      | 1           | 0          |
| G. De Feo      | 19       | 5        | 4           | 0          | -        | -        | -           | -          | -            | -            | -            | -            | -                     | -                     | -                     | -                     | 19       | 5      | 4           | 0          |
| S. Del Sole    | 1        | 0        | 2           | 1          | -        | -        | -           | -          | -            | -            | -            | -            | 1                     | 0                     | 0                     | 0                     | 2        | 0      | 2           | 1          |
| A. Demartis    | 32       | 3        | 7           | 0          | 2        | 1        | 1           | 0          | 2            | 2            | 0            | 0            | -                     | -                     | -                     | -                     | 36       | 6      | 8           | 0          |
| F. Eguelfi     | 9        | 1        | 1           | 1          | 2        | 0        | 1           | 0          | -            | -            | -            | -            | -                     | -                     | -                     | -                     | 11       | 1      | 2           | 1          |
| D. Ficagna     | 6        | 0        | 2           | 0          | 1        | 0        | 1           | 0          | -            | -            | -            | -            | -                     | -                     | -                     | -                     | 7        | 0      | 3           | 0          |
| D. Frugoli     | 11       | 0        | 0           | 0          | 1        | 0        | 0           | 0          | -            | -            | -            | -            | -                     | -                     | -                     | -                     | 12       | 0      | 0           | 0          |
| J. Galimberti  | 16       | 0        | 1           | 0          | 1        | 0        | 0           | 0          | -            | -            | -            | -            | 1                     | 0                     | 0                     | 0                     | 18       | 0      | 1           | 0          |
| D. Gemignani   | 6        | 0        | 2           | 0          | -        | -        | -           | -          | -            | -            | -            | -            | -                     | -                     | -                     | -                     | 6        | 0      | 2           | 0          |
| C. Giorgione   | 32       | 0        | 10          | 2          | 2        | 0        | 0           | 0          | -            | -            | -            | -            | -                     | -                     | -                     | -                     | 34       | 0      | 10          | 2          |
| G. Giovinco    | 14       | 0        | 0           | 0          | 1        | 0        | 0           | 0          | -            | -            | -            | -            | -                     | -                     | -                     | -                     | 15       | 0      | 0           | 0          |
| D. Gizzi       | 1        | 0        | 0           | 0          | -        | -        | -           | -          | -            | -            | -            | -            | -                     | -                     | -                     | -                     | 1        | 0      | 0           | 0          |
| M. Loreti      | -        | -        | -           | -          | -        | -        | -           | -          | -            | -            | -            | -            | 1                     | 0                     | 0                     | 0                     | 1        | 0      | 0           | 0          |
| A. Marchetti   | 24       | 1        | 9           | 1          | 1        | 0        | 0           | 0          | 2            | 0            | 0            | 0            | -                     | -                     | -                     | -                     | 27       | 1      | 9           | 1          |
| I. Marconi     | 31       | 3        | 11          | 1          | 2        | 0        | 1           | 0          | 2            | 0            | 0            | 0            | -                     | -                     | -                     | -                     | 35       | 3      | 12          | 1          |
| T. Morosini    | 10       | 0        | 2           | 0          | -        | -        | -           | -          | -            | -            | -            | -            | -                     | -                     | -                     | -                     | 10       | 0      | 2           | 0          |
| L. Munarini    | 5        | 0        | 0           | 0          | -        | -        | -           | -          | -            | -            | -            | -            | -                     | -                     | -                     | -                     | 5        | 0      | 0           | 0          |
| G. Nucera      | 1        | 0        | 0           | 0          | -        | -        | -           | -          | -            | -            | -            | -            | 1                     | 0                     | 0                     | 0                     | 2        | 0      | 0           | 0          |
| M. Pennesi     | 8        | -14      | 1           | 0          | -        | -        | -           | -          | 2            | -2           | 0            | 0            | -                     | -                     | -                     | -                     | 10       | -16    | 1           | 0          |
| F. Quintavalla | 15       | 2        | 5           | 0          | -        | -        | -           | -          | 2            | 0            | 0            | 0            | -                     | -                     | -                     | -                     | 17       | 2      | 5           | 0          |
| R. Rosato      | -        | -        | -           | -          | -        | -        | -           | -          | -            | -            | -            | -            | 1                     | 0                     | 1                     | 0                     | 1        | 0      | 1           | 0          |
| A. Rossini     | 16       | -22      | 2           | 0          | 2        | -2       | 0           | 0          | -            | -            | -            | -            | -                     | -                     | -                     | -                     | 18       | -24    | 2           | 0          |
| A. Sanna       | 5        | 1        | 1           | 0          | 2        | 1        | 2           | 0          | 2            | 1            | 0            | 0            | 1                     | 0                     | 0                     | 0                     | 10       | 3      | 3           | 0          |
| S. Scappini    | 37       | 10       | 3           | 0          | 2        | 0        | 1           | 0          | -            | -            | -            | -            | -                     | -                     | -                     | -                     | 39       | 10     | 4           | 0          |
| E. Seghetti    | -        | -        | -           | -          | -        | -        | -           | -          | -            | -            | -            | -            | 1                     | 0                     | 0                     | 0                     | 1        | 0      | 0           | 0          |
| M. Spadafora   | 14       | 4        | 2           | 1          | -        | -        | -           | -          | 1            | 1            | 0            | 0            | 1                     | 0                     | 0                     | 0                     | 16       | 5      | 2           | 1          |
| M. Speranza    | 14       | 0        | 2           | 0          | -        | -        | -           | -          | 2            | 0            | 0            | 0            | -                     | -                     | -                     | -                     | 16       | 0      | 2           | 0          |
| M. Taddei      | 15       | 0        | 4           | 0          | 2        | 0        | 0           | 0          | -            | -            | -            | -            | -                     | -                     | -                     | -                     | 17       | 0      | 4           | 0          |
| N. Tonon       | 1        | 0        | 1           | 0          | 1        | 0        | 0           | 0          | -            | -            | -            | -            | -                     | -                     | -                     | -                     | 2        | 0      | 1           | 0          |
| I. Varone      | 7        | 0        | 2           | 0          | -        | -        | -           | -          | 2            | 0            | 0            | 0            | 1                     | 0                     | 0                     | 0                     | 10       | 0      | 2           | 0          |
| E. Verachi     | 1        | 0        | 0           | 0          | -        | -        | -           | -          | 2            | 0            | 0            | 0            | 1                     | 0                     | 0                     | 0                     | 4        | 0      | 0           | 0          |
| Y. Vittori     | 3        | 0        | 0           | 0          | -        | -        | -           | -          | 1            | 0            | 0            | 0            | -                     | -                     | -                     | -                     | 4        | 0      | 0           | 0          |